# Campeonato Nacional de Rodeo de 1990
El XLII Campeonato Nacional de Rodeo se disputó los días 30, 31 de marzo y 1 de abril de 1990, fue ganado por Hugo Cardemil y José Astaburuaga, destacados corraleros de la Asociación de rodeo de Curicó, en los potros "Lechón" y "Reservado" coronaron su triunfo con una actuación que sobrepasó las expectativas, convirtiendo el anillo tricolor de Rancagua en un escenario desbordante de alegría y euforia con sus espectaculares 31 puntos buenos que coronaron sus medallas de oro.
El campeón del movimiento de la rienda fue Luis Eduardo Cortés en "Carretero", con 52 puntos. El "sello de raza" fue para el ejemplar "El Taita", de propiedad de Mario Aranguez.
Para acceder al campeonato Nacional, previamente se disputaron los rodeos clasificatorios en las ciudades de Valdivia (Clasificatorio Sur), San Carlos (Clasificatorio Centro) y Vallenar (Clasificatorio Norte).

## Resultados

### Serie de campeones
| Cuarto Animal 1990 | Cuarto Animal 1990                 | Cuarto Animal 1990         | Cuarto Animal 1990 | Cuarto Animal 1990 |
| ------------------ | ---------------------------------- | -------------------------- | ------------------ | ------------------ |
| Lugar              | Jinetes                            | Caballos                   | Asociación         | Puntaje            |
| 1º                 | Hugo Cardemil y José Astaburuaga   | "Lechón" y "Reservado"     | Curicó             | 31                 |
| 2º                 | Fernando Navarro y Alfonso Navarro | "Bracero" y "Carbonero"    | Curicó             | 25+4               |
| 3º                 | Alejandro Loaiza y Carlos Mondaca  | "Dormilona" y "La Bamba"   | Valdivia           | 25-2               |
| 4º                 | Alejandro Loaiza y Carlos Mondaca  | "Ligosa" y "Rico Raco"     | Valdivia           | 24                 |
| 5º                 | Gonzalo Vial y Regalado Bustamante | "Onofre" y "Estribillo II" | O'Higgins          | 22                 |
| 6º                 | Alfonso Vargas y René Guzmán       | "Navegao" y "Guardián V"   | Quillota           | 21                 |
| 7º                 | Carlos Hott y Eugenio Navarrete    | "Grosero" y "Galopito"     | Valdivia           | 18                 |
| 8º                 | Ricardo Vidal y José Manuel Pozo   | "Mensajero" y "Tío Chivo"  | Curicó y Talca     | 18                 |

## Clasificatorios
- Valdivia: Joaquín Prieto y Héctor Navarro en "Montaña Larga" y "Columpio" (Osorno), 28 puntos.[4]
- San Carlos: Ramón Cardemil y Alfonso Navarro en "Bellaco" y "Esquinazo" (Curicó), 24 puntos.[5]
- Vallenar: Óscar Valdivia y Juan Valdivia en "Agraviado" y "El Toqui" (Colchagua), 18+5 puntos.[6]

## Cuadro de honor temporada 1989-1990

### Jinetes
- 1.º José Astaburuaga[7]
- 2.º Alfonso Navarro
- 3.º Hugo Cardemil
- 4.º Carlos Mondaca
- 5.º Fernando Navarro
- 6.º Alejandro Loaiza
- 7.º René Guzmán
- 8.º Ricardo de la Fuente
- 9.º Pedro Pablo Vergara
- 10.º Sergio Carrasco

### Caballos
- 1.º Yuyal
- 2.º Tío Chivo
- 3.º Mensajero
- 4.º Relámpago
- 5.º Isleño
- 6.º Catete
- 7.º Altanero
- 8.º Buen Muchacho
- 9.º Lolero
- 10.º Prófugo

### Yeguas
- 1.º La Bamba
- 2.º Dormilona
- 3.º Ricachona
- 4.º Ligosa
- 5.º Torcaza
- 6.º Indiana II
- 7.º Pulga Brava
- 8.º Morenita
- 9.º Alquería
- 10.º Chasquilla y Camionera

### Potros
- 1.º Reservado
- 2.º Lechón
- 3.º Carbonero
- 4.º Rico Raco
- 5.º Bracero
- 6.º Navegao
- 7.º Galopito
- 8.º Esquinazo
- 9.º Grosero
- 10.º El Taita